# 拉布勒托尼耶尔-拉克莱
拉布勒托尼耶尔-拉克莱（法語：La Bretonnière-la-Claye，法語發音：[la bʁətɔnjɛʁ la klɛ]）是法国卢瓦尔河地区大区旺代省的一个市镇，属于永河畔拉罗什区。该市镇于2000年由原市镇拉布勒托尼耶尔（La Bretonnière）和拉克莱（La Claye）合并而成。

## 地理
拉布勒托尼耶尔-拉克莱（46°28'59"N, 1°15'22"W）面积16.48 平方千米，位于法国卢瓦尔河地区大区旺代省，该省份为法国西部沿海省份，北起大西洋卢瓦尔省和曼恩-卢瓦尔省，西临大西洋，南至滨海夏朗德省，东部及东南部与德塞夫勒省接壤。
与拉布勒托尼耶尔-拉克莱接壤的市镇（或旧市镇、城区）包括：勒尚圣佩尔、沙奈、拉库蒂尔、屈尔宗、莱鲁、莱马尼勒雷尼耶、佩欧、罗奈、塔尔蒙代地区圣西、格拉翁河畔圣樊尚。

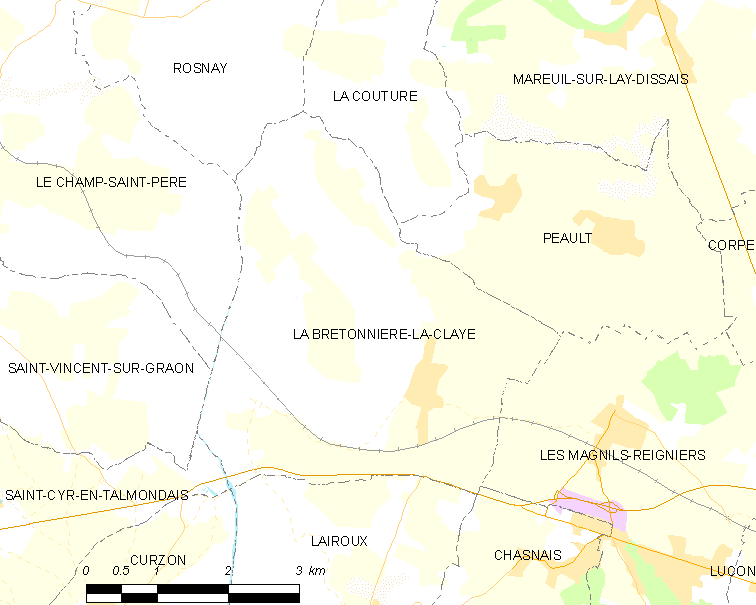
拉布勒托尼耶尔-拉克莱的OSM定位图

拉布勒托尼耶尔-拉克莱的时区为UTC+01:00、UTC+02:00（夏令时）。

## 行政
拉布勒托尼耶尔-拉克莱的邮政编码为85320，INSEE市镇编码为85036。

## 政治
拉布勒托尼耶尔-拉克莱所属的省级选区为莱河畔马勒伊-迪赛县。

## 人口

1962-2008年间拉布勒托尼耶尔-拉克莱人口变化图示

拉布勒托尼耶尔-拉克莱于2022年1月1日时的人口数量为587人。